# Usement
L’usement est un ancien terme de droit ainsi que le nom donné, en Bretagne, aux usages locaux.
Par exemple en Bretagne, qui relevait du droit codifié dans la Coutume de Bretagne, par exemple pour les domaines congéables, coexistaient :
- l'usement de Rohan, appliqué en Bretagne Centrale dans les possessions du Duc de Rohan et de la famille des Rohan-Guémené, et caractérisé, entre autres par la juveigneurie, qui faisait du cadet — le juveigneur — l'héritier des biens immobiliers, et par la déshérence qui permettait l'exclusion des collatéraux au profit du seigneur.
- l'usement de Cournouaille en vigueur dans la région du même nom,
- l'usement de Broerec qui s'appliquait aux territoires compris dans l'évêché de Vannes,
- l'usement de Poher (Bretagne centrale),
- l'usement de Trégor  (Bretagne nord)

## Annexe
- Droit coutumier
- Justice de l'Ancien Régime